# Kinh doanh quốc tế

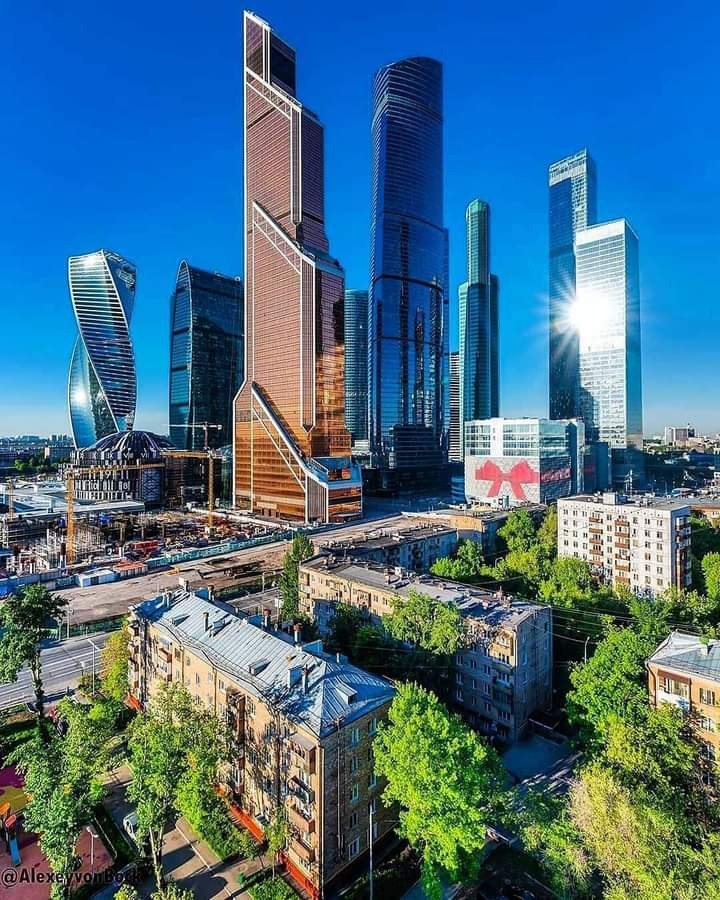
Trung tâm kinh doanh quốc tế Moskva

Kinh doanh quốc tế (International business) đề cập đến việc mậu dịch, buôn bán hàng hóa và dịch vụ, kinh tế dịch vụ, công nghệ, vốn và/hoặc kiến thức xuyên biên giới quốc gia và ở quy mô toàn cầu hoặc xuyên quốc gia. Đây là toàn bộ các hoạt động giao dịch kinh doanh vượt ra khỏi biên giới quốc gia, ở quy mô toàn cầu hoặc xuyên quốc gia, nhằm mục tiêu kinh doanh của doanh nghiệp, cá nhân và các tổ chức kinh tế. Nó bao gồm tất cả các hoạt động thương mại thúc đẩy việc chuyển giao hàng hóa, dịch vụ và giá trị trên toàn cầu. Nó cũng có thể đề cập đến một thực thể thương mại hoạt động ở các quốc gia khác nhau. Kinh doanh quốc tế bao gồm giao dịch tài chính, hàng hóa và dịch vụ xuyên biên giới giữa hai hoặc nhiều quốc gia. Các giao dịch về nguồn lực kinh tế bao gồm vốn, kỹ năng và con người nhằm mục đích sản xuất hàng hóa và dịch vụ vật chất trên phạm vi quốc tế như tài chính, ngân hàng, bảo hiểm và xây dựng. Kinh doanh quốc tế phức tạp hơn kinh doanh nội địa vì nó phải đối mặt với nhiều yếu tố khác biệt về văn hóa, chính trị, pháp luật, kinh tế và tiền tệ giữa các quốc gia.

## Đại cương

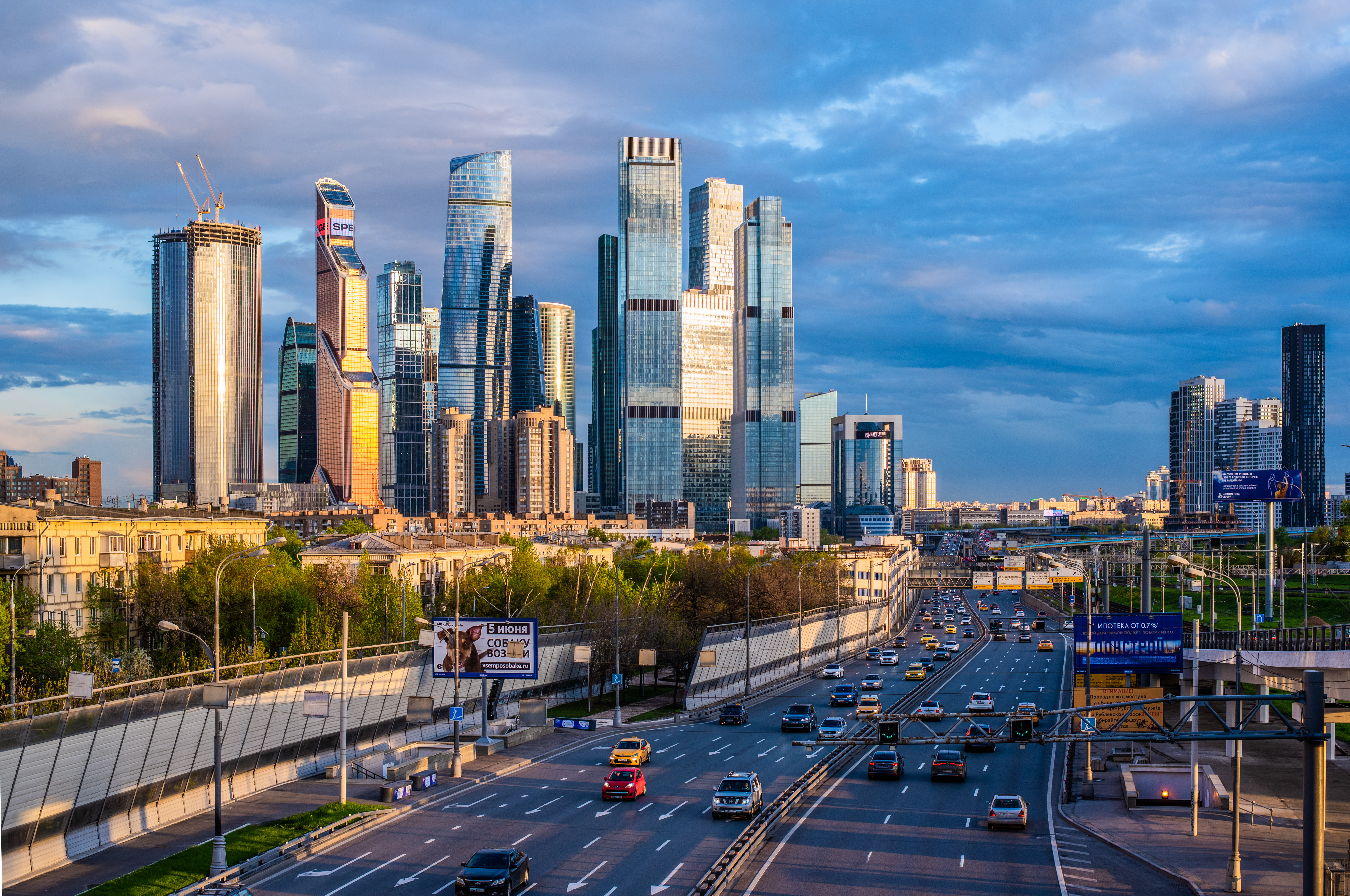
Trung tâm kinh doanh quốc tế Moscow

Khi thương mại phát triển với sự ra đời của các công ty tham gia vào các khoản đầu tư trực tiếp đáng kể xuyên biên giới, các thuật ngữ mới hơn đã ra đời để bao quát bối cảnh đang thay đổi. Giữa thế kỷ XIX đánh dấu sự trỗi dậy của các công ty sở hữu và kiểm soát các cơ sở sản xuất ở nhiều quốc gia khác nhau, một sự thay đổi so với chuẩn mực trước đây, nơi các công ty nắm giữ các khoản đầu tư nhỏ hoặc thụ động ("danh mục đầu tư") ở nước ngoài. Sự thay đổi mô hình này đòi hỏi một danh pháp mới, dẫn đến sự ra đời của thuật ngữ "doanh nghiệp đa quốc gia" (MNE), dùng để chỉ các thực thể có hoạt động đáng kể ở nhiều quốc gia. Kinh doanh quốc tế cũng được định nghĩa là nghiên cứu về quá trình quốc tế hóa của các doanh nghiệp đa quốc gia. Một trong những học giả đầu tiên tham gia phát triển lý thuyết về các công ty đa quốc gia là nhà kinh tế học người Canada Stephen Hymer. Trong suốt cuộc đời học thuật của mình, ông đã phát triển các lý thuyết nhằm giải thích đầu tư trực tiếp nước ngoài (FDI) và lý do tại sao các công ty trở thành công ty đa quốc gia. Theo công trình của Hymer, có ba giai đoạn quốc tế hóa. 
Một doanh nghiệp đa quốc gia (MNE) là một công ty có cách tiếp cận toàn cầu đối với thị trường, sản xuất và/hoặc hoạt động tại nhiều quốc gia. Các MNE nổi tiếng bao gồm các công ty chuyên về thức ăn nhanh như: McDonald's, Yum! Brands, Starbucks. Các công ty MNE công nghiệp hàng đầu khác bao gồm các nhà sản xuất ô tô như: Ford Motor Company và General Motors (GMC). Một số nhà sản xuất thiết bị điện tử tiêu dùng như Samsung, LG và Sony, và các công ty năng lượng như ExxonMobil và BP cũng là các doanh nghiệp đa quốc gia. Các doanh nghiệp đa quốc gia hoạt động trong mọi lĩnh vực kinh doanh hoặc thị trường, từ hàng tiêu dùng đến sản xuất máy móc, một công ty có thể trở thành một doanh nghiệp quốc tế. Do đó, để tiến hành kinh doanh ở nước ngoài, các công ty cần nhận thức được tất cả các yếu tố có thể ảnh hưởng đến bất kỳ hoạt động kinh doanh nào, bao gồm nhưng không giới hạn ở sự khác biệt về hệ thống pháp luật, hệ thống chính trị, chính sách kinh tế, rào cản ngôn ngữ, chuẩn mực kế toán, tiêu chuẩn lao động, mức sống, tiêu chuẩn môi trường, văn hóa địa phương, văn hóa doanh nghiệp, thị trường ngoại hối, thuế quan, các quy định về nhập khẩu và xuất khẩu, hiệp định thương mại, khí hậu và giáo dục. Mỗi yếu tố này có thể đòi hỏi những thay đổi trong cách thức hoạt động của các công ty từ quốc gia này sang quốc gia khác. Mỗi yếu tố tạo ra sự khác biệt và mối liên hệ.

## Tham khảo

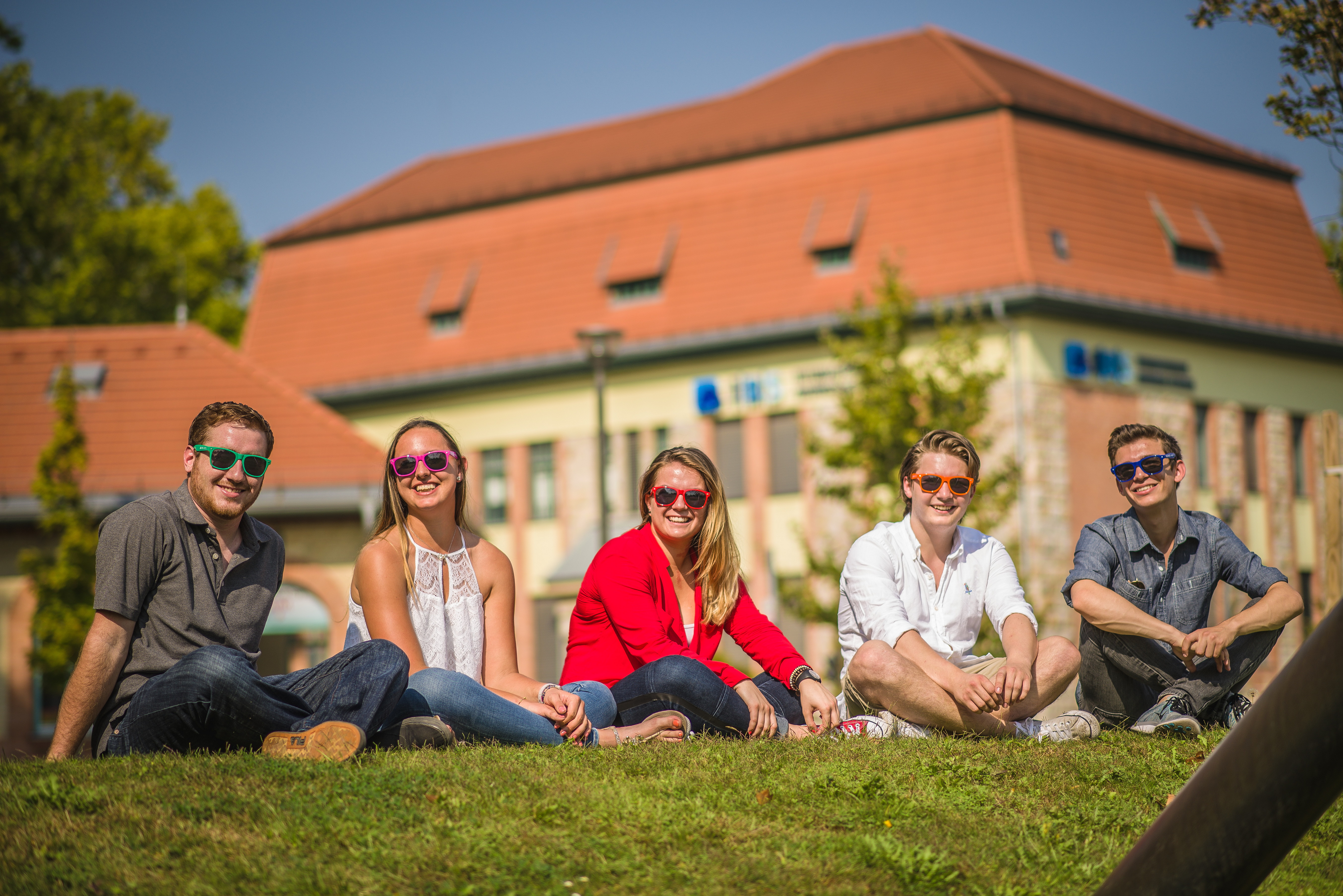
Khuôn viên Trường Kinh doanh Quốc tế Budapest